# Snowboarden op de Olympische Winterspelen 2014 - Slopestyle vrouwen
Het onderdeel slopestyle voor vrouwen tijdens de Olympische Winterspelen 2014 vond plaats op 6 en 9 februari 2014 in het Rosa Choetor Extreme Park in Krasnaja Poljana.
Het onderdeel slopestyle stond voor de eerste maal op het programma.

## Tijdschema
| Datum      | Lokale tijd | MET   | Ronde        |
| ---------- | ----------- | ----- | ------------ |
| 6 februari | 14:00       | 11:00 | Kwalificatie |
| 9 februari | 10:30       | 07:30 | Halve finale |
| 9 februari | 13:15       | 10:15 | Finale       |

## Uitslag

### Kwalificatie
Heat 1
| #  | Bib | Naam            | Land             | 1e run | 2e run | Best  | Opm. |
| -- | --- | --------------- | ---------------- | ------ | ------ | ----- | ---- |
| 1  | 5   | Isabel Derungs  | Zwitserland      | 82,50  | 87,50  | 87,50 | QF   |
| 2  | 11  | Torah Bright    | Australië        | 85,25  | 80,00  | 85,25 | QF   |
| 3  | 4   | Spencer O'Brien | Canada           | 82,75  | 65,00  | 82,75 | QF   |
| 4  | 8   | Enni Rukajärvi  | Finland          | 79,00  | 23,75  | 79,00 | QF   |
| 5  | 1   | Jenny Jones     | Groot-Brittannië | 74,25  | 21,75  | 74,25 | QS   |
| 6  | 10  | Rebecca Tor     | Nieuw-Zeeland    | 70,75  | 33,75  | 70,75 | QS   |
| 7  | 6   | Christy Prior   | Nieuw-Zeeland    | 67,50  | 70,50  | 70,50 | QS   |
| 8  | 9   | Stefi Luxton    | Nieuw-Zeeland    | 59,75  | 34,25  | 59,75 | QS   |
| 9  | 3   | Sina Candrian   | Zwitserland      | 58,25  | 36,50  | 58,25 | QS   |
| 10 | 7   | Aimee Fuller    | Groot-Brittannië | 44,50  | 39,00  | 44,50 | QS   |
| 11 | 12  | Shelly Gotlieb  | Nieuw-Zeeland    | 18,00  | 30,75  | 30,75 | QS   |
| 12 | 2   | Kjersti Buaas   | Noorwegen        | 12,50  | 17,75  | 17,75 | QS   |

Heat 2
| #  | Bib | Naam             | Land             | 1e run | 2e run | Best  | Opm. |
| -- | --- | ---------------- | ---------------- | ------ | ------ | ----- | ---- |
| 1  | 14  | Anna Gasser      | Oostenrijk       | 89,50  | 95,50  | 95,50 | QF   |
| 2  | 18  | Jamie Anderson   | Verenigde Staten | 93,50  | DNS    | 93,50 | QF   |
| 3  | 20  | Elena Könz       | Zwitserland      | 86,25  | 38,00  | 86,25 | QF   |
| 4  | 22  | Karly Shorr      | Verenigde Staten | 45,00  | 84,75  | 84,75 | QF   |
| 5  | 17  | Šárka Pančochová | Tsjechië         | 77,75  | 33,75  | 77,75 | QS   |
| 6  | 16  | Jenna Blasman    | Canada           | 60,25  | 51,50  | 60,25 | QS   |
| 7  | 23  | Jessika Jenson   | Verenigde Staten | 34,00  | 58,50  | 58,50 | QS   |
| 8  | 15  | Silje Norendal   | Noorwegen        | 31,00  | 39,00  | 39,00 | QS   |
| 9  | 19  | Cheryl Maas      | Nederland        | 18,00  | 31,25  | 31,25 | QS   |
| 10 | 21  | Merika Enne      | Finland          | 17,00  | DNS    | 17,00 | QS   |
| 11 | 13  | Ty Walker        | Verenigde Staten | 1,00   | DNS    | 1,00  | QS   |

### Halve finale
| #  | Bib | Naam             | Land             | 1e run | 2e run | Best  | Opm. |
| -- | --- | ---------------- | ---------------- | ------ | ------ | ----- | ---- |
| 1  | 17  | Šárka Pančochová | Tsjechië         | 90,50  | 22,50  | 90,50 | QF   |
| 2  | 3   | Sina Candrian    | Zwitserland      | 84,25  | 81,50  | 84,25 | QF   |
| 3  | 1   | Jenny Jones      | Groot-Brittannië | 82,25  | 83,25  | 83,25 | QF   |
| 4  | 15  | Silje Norendal   | Noorwegen        | 16,75  | 78,75  | 78,75 | QF   |
| 5  | 23  | Jessika Jenson   | Verenigde Staten | 72,00  | 50,50  | 72,00 |      |
| 6  | 13  | Ty Walker        | Verenigde Staten | 66,00  | 43,75  | 66,00 |      |
| 7  | 12  | Shelly Gotlieb   | Nieuw-Zeeland    | 63,25  | 33,75  | 63,25 |      |
| 8  | 9   | Stefi Luxton     | Nieuw-Zeeland    | 18,25  | 60,25  | 60,25 |      |
| 9  | 7   | Aimee Fuller     | Groot-Brittannië | 33,75  | 37,50  | 37,50 |      |
| 10 | 10  | Rebecca Tor      | Nieuw-Zeeland    | 27,25  | 32,50  | 32,50 |      |
| 11 | 16  | Jenna Blasman    | Canada           | 32,25  | 10,50  | 32,25 |      |
| 12 | 19  | Cheryl Maas      | Nederland        | 30,75  | 14,75  | 30,75 |      |
|    | 6   | Christy Prior    | Nieuw-Zeeland    |        |        |       | DNS  |
|    | 2   | Kjersti Buaas    | Noorwegen        |        |        |       | DNS  |
|    | 21  | Merika Enne      | Finland          |        |        |       | DNS  |

### Finale
| #      | Bib | Naam             | Land             | 1e run | 2e run | Best  |
| ------ | --- | ---------------- | ---------------- | ------ | ------ | ----- |
| Goud   | 18  | Jamie Anderson   | Verenigde Staten | 80,75  | 95,25  | 95,25 |
| Zilver | 8   | Enni Rukajärvi   | Finland          | 73,75  | 92,50  | 92,50 |
| Brons  | 1   | Jenny Jones      | Groot-Brittannië | 73,00  | 87,25  | 87,25 |
| 4      | 3   | Sina Candrian    | Zwitserland      | 77,25  | 87,00  | 87,00 |
| 5      | 17  | Šárka Pančochová | Tsjechië         | 86,25  | 20,00  | 86,25 |
| 6      | 22  | Karly Shorr      | Verenigde Staten | 39,00  | 75,00  | 75,00 |
| 7      | 11  | Torah Bright     | Australië        | 64,75  | 66,25  | 66,25 |
| 8      | 5   | Isabel Derungs   | Zwitserland      | 58,50  | 15,25  | 58,50 |
| 9      | 20  | Elena Könz       | Zwitserland      | 24,50  | 54,50  | 54,50 |
| 10     | 14  | Anna Gasser      | Oostenrijk       | 49,00  | 51,75  | 51,75 |
| 11     | 15  | Silje Norendal   | Noorwegen        | 49,50  | 32,00  | 49,50 |
| 12     | 4   | Spencer O'Brien  | Canada           | 30,00  | 35,00  | 35,00 |